# (500436) 2012 TK155
(500436) 2012 TK155 es un asteroide perteneciente al cinturón de asteroides, descubierto el 16 de mayo de 2005 por el equipo del Mount Lemmon Survey desde el Observatorio del Monte Lemmon, Arizona, Estados Unidos.

## Designación y nombre
Designado provisionalmente como 2012 TK155.

## Características orbitales
2012 TK155 está situado a una distancia media del Sol de 3,122 ua, pudiendo alejarse hasta 3,344 ua y acercarse hasta 2,899 ua. Su excentricidad es 0,071 y la inclinación orbital 5,258 grados. Emplea 2015,09 días en completar una órbita alrededor del Sol.
Los próximos acercamientos a la órbita de Júpiter se producirán el 14 de octubre de 2034, el 5 de septiembre de 2096 y el 11 de noviembre de 2106, entre otros.

## Características físicas
La magnitud absoluta de 2012 TK155 es 16,9.